# Nukan
Nūkān (farsi نوكان) è una città dello shahrestān di Kermanshah, circoscrizione di Centrale, nella provincia di Kermanshah. Aveva, nel 2006, una popolazione di 10.377 abitanti.